# Hòn Ngư
Hòn Ngư là một đảo ở Vịnh Bắc Bộ, biển Đông Việt Nam. Về hành chính đảo thuộc phố Nghi Hương thuộc thành phố Vinh, tỉnh Nghệ An, Việt Nam.
Đảo ở cách bờ hơn 4 km. Đảo gồm hai hòn lớn nhỏ. Hòn lớn cao 133 m, hòn nhỏ cao 88 m so với mặt nước biển. Diện tích vỏn vẹn 2,5 km². Tại đảo cũng có cả một trạm khí tượng thủy văn đặt trên điểm cao nhất của đảo. Ở đảo rất nhiều loại động vật hoang dã như chồn, kỳ đà, dê, khỉ,... đa số là do Chi cục kiểm lâm Nghệ An thả tại đây. Những động vật này là những động vật hoang dã do Chi cục bắt giữ của những kẻ buôn lậu qua biên giới. Do theo quy đinh của đảo, các ngư dân không được đánh bắt quanh đảo 1 hải lý, do vậy quanh đảo rất nhiều loại hải sản quý, đặc biệt là loại "đặc sản" ốc rồng.
Muốn nhìn rõ toàn cảnh của Hòn Ngư ta phải đứng từ bến sông. Sông Cửa Lò nhánh chính xuất phát từ nhánh tây, chảy qua Hương Vận, Phan Thanh. Sau khi chia nước cho Kênh Nhà Lê, sông băng qua đường Thiên lý, nay là Quốc lộ 1 ở Cầu Cấm rồi chảy giữa Rú Đầu Voi và Rú Cấm, ra đến gần biển thì gặp rú Dung, tiếp đến là rú Làng Khô ở bờ Bắc nên sông uốn dòng chảy về phía nam rồi đổ ra biển.
Tục ngữ nói: cảnh có núi sông nhiều thú lạ. Đây không chỉ có núi sông mà còn có biển biếc. chính có Song Ngư án ngự ở phía ngoài, nó làm cho bãi biển Cửa Lò thêm nên thơ, mỹ lệ. Màu xanh bốn mùa của nước biển sải dài ra tít tận xa thì gặp màu mây pha sắc hung hung đỏ của vách đảo lúc trời sáng trong. Vào những chiều bảng lảng, bến vắng, con người dù trong lòng còn nặng thì khi nhìn ra đấy cũng bớt phần xót xa. Đảo che chở cho những chiếc thuyền đánh cá nhỏ nhoi.
Bãi chùa nằm ở phía tây Đảo Ngư, Chùa được xây dựng ở thế kỷ thứ XIII có Chùa và Vườn chùa; Chùa có chùa Thượng, chùa Hạ, mỗi Chùa có 3 gian lợp ngói âm dương; Các xà hạ khắc chạm các vật Tứ linh (Long, Ly, Quy, Phượng) rất đẹp và rất linh thiêng; Vườn chùa có nhiều cây xanh mọc tự nhiên như: Đại, Mưng, Dưới (trong Vườn chùa hiện có 02 cây Dưới cổ thụ) và 01 giếng nước ngọt gọi là Giếng Ngọc. Sân chùa có 2 cây lộc vừng khoảng 700 năm tuổi.

## Địa điểm liên quan
Phia tây bắc Hòn Ngư cỡ 5,5 km, nằm sát biển là "Đảo Lan Châu" 18°49′14″B 105°43′21″Đ / 18,820585°B 105,722372°Đ, liền kề bãi biển phía nam Cửa Lò, thuộc phố Nghi Thủy  thành phố Vinh.
"Đảo Lan Châu" không phải đảo thật sự, mà là mũi đất sát bờ và nối vào đất liền bởi dải đất hẹp ngập nước triều. Đảo được đặt tên phục vụ du lịch, và đường ra đảo đã được xây dựng là đường cơ giới chắc chắn.